# اسپرینگ هاوس (پنسیلوانیا)
اسپرینگ هاوس (به انگلیسی: Spring House) یک منطقهٔ مسکونی در ایالات متحده آمریکا است که در پنسیلوانیا واقع شده‌است. اسپرینگ هاوس ۳٬۸۰۴ نفر جمعیت دارد.